# 適菜収
適菜 収（てきな おさむ、1975年 - ）は、日本の作家、コラムニスト。

## 来歴
山梨県出身。早稲田大学で西洋文学を専攻しニーチェを研究する。大学卒業後、出版社勤務を経て作家として活動を開始した。日刊ゲンダイで論評「それでもバカとは戦え」を連載している。2019年7月よりウェブマガジン配信プラットフォーム「foomii」で「適菜収のメールマガジン」を配信している。

## 発言・主張

### 保守
「エキセントリック右翼」「復古主義者」などの評価をされる三島由紀夫を、右翼などではなく、民族主義や国家主義を警戒し、反共や復古主義の欺瞞愛国教育や国粋主義を嫌い、軍国主義を批判し、徴兵制と核武装を否定した、右と左の両方から発生する全体主義に警鐘を鳴らした。真っ当な保守論客であると評論

### フェミニズム批判
フェミニズム批判をしていた、ニーチェと同じく、フェミニズムには懐疑的・批判的であり、呉智英との対談本『愚民文明の暴走』でもニーチェの「フェミニズムは女性の男性化に過ぎない」という評の引用や、フェミニズムや民主主義などのキリスト教を背景に持つ人権思想や平等主義などの弊害や欺瞞（「民主主義を突き詰めるから徴兵制に行き着く」「男女平等を突き詰めると女性も徴兵しなくてはいけない」「民主主義がナチスを生んだ」など）、を指摘し、「民主主義を極めたら徴兵制や全体主義に行き着き、フェミニズムを突き詰めても最後は軍国主義や反知性主義に行き着く」と評し、ニーチェ「この人を見よ」の「女性の解放、これは出来損ないの女、つまり子供を産めなくなってしまった女が、出来のいい女に抱く本能的憎悪である」という評について、適菜はニーチェの発言の真意や現代の解釈での評である「過激ながら人間の真実」「男女平等は悪質なフィクション、男と女は違う生き物」「完璧な女は、男たちよりも高等な生き物」「フェミニストに美女がいないのも、この理由」と評し、民主主義と共にフェミニズムを「背景にキリスト教を持つ宗教であり、女性の劣化の原因」とも書いている。

## 著書

### 単著
- 『いたこニーチェ』 飛鳥新社 2009。朝日文庫 2011
- 『ニーチェ、愛の言葉 美女をつくる60の条件』ベストセラーズ 2010
- 『はじめてのニーチェ』1時間で読める超入門シリーズ 飛鳥新社 2010。「新編」講談社＋α新書 2012
- 『脳内ニーチェ』（朝日新聞出版）2011
- 『ゲーテの警告　―日本を滅ぼす「B層」の正体―』講談社+α新書 2011 ISBN 978-406272726-6
- 『ニーチェの警鐘　―日本を蝕むB層の害毒―』講談社+α新書 2012 ISBN 978-406272756-3
- 『日本をダメにしたB層の研究』講談社 2012、講談社+α文庫 2015
- 『バカを治す』フォレスト出版 2012
- 『日本を救うC層の研究』講談社 2013
- 『ミシマの警告　―保守を偽装するB層の害毒―』講談社+α新書 2015
- 『現代日本バカ図鑑』文藝春秋 2016
- 『安倍でもわかる政治思想入門』ベストセラーズ 2016
- 『男が30代でやめるべき習慣　―賢者たちの一流の教え―』大和書房 2016
- 『死ぬ前に後悔しない読書術』ベストセラーズ 2016
- 『安倍でもわかる保守思想入門』ベストセラーズ 2017
- 『平成を愚民の時代にした30人のバカ』宝島社 2018
- 『小林秀雄の警告　―近代はなぜ暴走したのか？―』講談社+α新書 2018
- 『国賊論　―安倍晋三とその仲間たち―』ベストセラーズ 2020
- 「時代への警告」シリーズ
  - 『安倍政権とは何だったのか』ベストセラーズ 2017
  - 『おい、小池！　―女ファシストの正体―』ベストセラーズ 2017
  - 『問題は右でも左でもなく下である』ベストセラーズ 2018
  - 『もう、きみには頼まない　―安倍晋三への退場勧告―』ベストセラーズ 2018
- 『日本人は豚になる　―三島由紀夫の予言―』ベストセラーズ 2020
- 『ナショナリズムを理解できないバカ　―日本は自立を放棄した―』小学館 2020
- 『それでもバカとは戦え』日刊ゲンダイ 2021
- 『ニッポンを蝕む全体主義』祥伝社新書 2022
- 『日本を腐らせたいかがわしい人々』ワニブックスPLUS新書 2022
- 『安倍晋三の正体』祥伝社新書 2023
- 『続 それでもバカとは戦え』日刊ゲンダイ 2024
- 『自民党の大罪』祥伝社新書 2024

### 共著
- 『ユダヤ・キリスト教「世界支配」のカラクリ ニーチェは見抜いていた』ベンジャミン・フルフォード共著 徳間書店 2007
- 『世界一退屈な授業』編 柳田国男,内村鑑三,新渡戸稲造,福沢諭吉,西田幾多郎。星海社新書 2011
- 『福沢諭吉に学ぶ賢者の知恵』編著 大和書房・だいわ文庫 2013
- 『愚民文明の暴走』呉智英共著 講談社、2014
- 『ブラック・デモクラシー 民主主義の罠』藤井聡編 中野剛志,薬師院仁志,湯浅誠共著 晶文社 2015
- 『デモクラシーの毒』藤井聡共著 新潮社 2015
- 『脳・戦争・ナショナリズム 近代的人間観の超克』中野剛志,中野信子共著 文春新書 2016
- 『博愛のすすめ』中川淳一郎共著 講談社 2017
- 『エセ保守が日本を滅ぼす』山崎行太郎共著 K&Kプレス 2018

### 翻訳
- ニーチェ『キリスト教は邪教です！ ニーチェ著『アンチクリスト』現代語訳』講談社+α新書 2005
- ゲーテ『ゲーテに学ぶ賢者の知恵』編著 メトロポリタン・プレス 2010。大和書房・だいわ文庫 2013
- ゲーテ『超人ゲーテの人生論』編著 ソフトバンククリエイティブ 2012

## 出演
- 大竹まこと ゴールデンラジオ!（文化放送）
- おはよう寺ちゃん 活動中（文化放送）